# 공처가 삼대
"공처가 삼대"는 1967년 공개된 대한민국의 영화이다.

## 배역
- 신성일
- 고은아
- 허장강
- 조미령
- 최남현
- 황정순
- 전상철
- 전수백
- 양훈
- 남미리
- 박지현
- 임생출